# Lytta biguttata
Lytta biguttata is een keversoort uit de familie van de oliekevers (Meloidae). De wetenschappelijke naam van de soort is voor het eerst geldig gepubliceerd in 1853 door John Lawrence LeConte.